# Vitus Huonder
Vitus Huonder (Trun, Suiza, 21 de abril de 1942-Wangs, Suiza, 3 de abril de 2024) fue un prelado suizo de la Iglesia católica que fue obispo de Coira de 2007 a 2019.

## Biografía
Huonder estudió en el Ateneo Pontificio San Anselmo y en la Universidad de Friburgo, obteniendo una licenciatura en teología. Fue ordenado sacerdote de la diócesis de Cora el 25 de septiembre de 1971 y luego continuó sus estudios, obteniendo un doctorado en teología en Friburgo. Se convirtió en vicario general de Coira en 1998.
El Papa Benedicto XVI lo nombró obispo de Coira el 8 de julio de 2007. Recibió su consagración episcopal el 8 de septiembre de 2007 de manos de Amédée Grab, su predecesor como obispo de Coira. Su mandato resultó controvertido para algunos, ya que reafirmó la doctrina católica ortodoxa en términos fuertes e intransigentes.
El Papa Francisco aceptó su renuncia el 20 de mayo de 2019. Huonder luego eligió retirarse a una casa de la Fraternidad Sacerdotal San Pío X, con autorización papal, donde pasó una vida tranquila y orante, celebrando la Misa Tridentina y trabajando por la tradición, que él veía como el único medio de restauración de la Iglesia.